# نيكلاس ثور
نيكلاس ثور (بالسويدية: Niklas Busch Thor)‏ هو لاعب كرة قدم سويدي في مركز الوسط، ولد في 21 فبراير 1986 في  في السويد. لعب مع أي كي سيريوس.

## وصلات خارجية
- نيكلاس ثور على موقع اتحاد السويد (السويدية)
- نيكلاس ثور على موقع إي إس بي إن إف سي (الإنجليزية)
- نيكلاس ثور على موقع قاعدة بيانات كرة القدم.إي يو (الإنجليزية)
- نيكلاس ثور على موقع Soccerway.com (الإنجليزية)
- نيكلاس ثور على موقع عالم كرة القدم.نت (الإنجليزية)